# Девято
Девято — озеро в Каськовской волости Куньинского района Псковской области. К северу расположены озера Жакто и Жижицкое, к западу — Двинь-Велинское озеро.
Площадь — 1,2 км² (116,0 га; с островом (5 га) — 121,0 га). Максимальная глубина — 2,0 м, средняя глубина — 1,3 м.
Близлежащими населёнными пунктами являются деревни: Прилуки (в 0,5 км к востоку), Шаляпы (в 1,5 км к западу), Ямище (в 2 км к северо-западу).
Сточное. Озеро на севере соединено протокой с рекой Жижица, притока Западной Двины.
Тип озера плотвично-окуневый с лещом. Массовые виды рыб: щука, плотва, окунь, лещ, ерш, густера, линь, красноперка, язь, карась, вьюн, щиповка, угорь.
Для озера характерно: низкие заболоченные берега, прибрежные болота и леса; илистое дно, небольшие участки прибрежья покрыты заиленным песком, сплавины. Подъезда нет. Озеро является нерестилищем и местом нагула молоди фитофильных рыб, заходящих из реки Жижица. Заморы раз в 1 — 3 года.